# Bülkau
Bülkau es un municipio situado en el distrito de Cuxhaven, en el estado federado de Baja Sajonia (Alemania). Tiene una población estimada, a mediados de 2021, de 839 habitantes.
Forma parte de la colectividad de municipios (en alemán, samtgemeinde) de Land Hadeln.
Está ubicado a poca distancia al norte de la ciudad de Bremen, al sur del mar del Norte.